# Blow Up the Outside World
Singles de Soundgarden
Burden in My Hand Ty Cobb
Blow Up The Outside World est une chanson du groupe de rock Soundgarden. C'est la sixième piste de l'album final Down on the Upside, sorti en 1996. Le groupe sortit Blow Up the Outside World en single à l'automne de la même année. Le disque contient un inédit intitulé A Splice of Space Jam. La chanson devint un hit et resta à la tête du US Mainstream Rock charts pendant quatre semaines.

## Clip vidéo
Le clip vidéo de la chanson met en scène le frontman Chris Cornell attaché sur une chaise et forcé de regarder un film parodiant le montage de The Parallax View, le tout accompagné d'images de Soundgarden. Il fut réalisé par le bassiste de Devo Gerald Casale.
C'est aussi le dernier clip du groupe.